# ایست هوپ (آیداهو)
ایست هوپ(به انگلیسی: East Hope) شهری در شهرستان بونر ایالت آیداهو است که جمعیت آن در سرشماری سال ۲۰۱۰ میلادی ۲۱۰ نفر بوده است.